# Wigner-Seitz-cel

Wigner-Seitz-cel

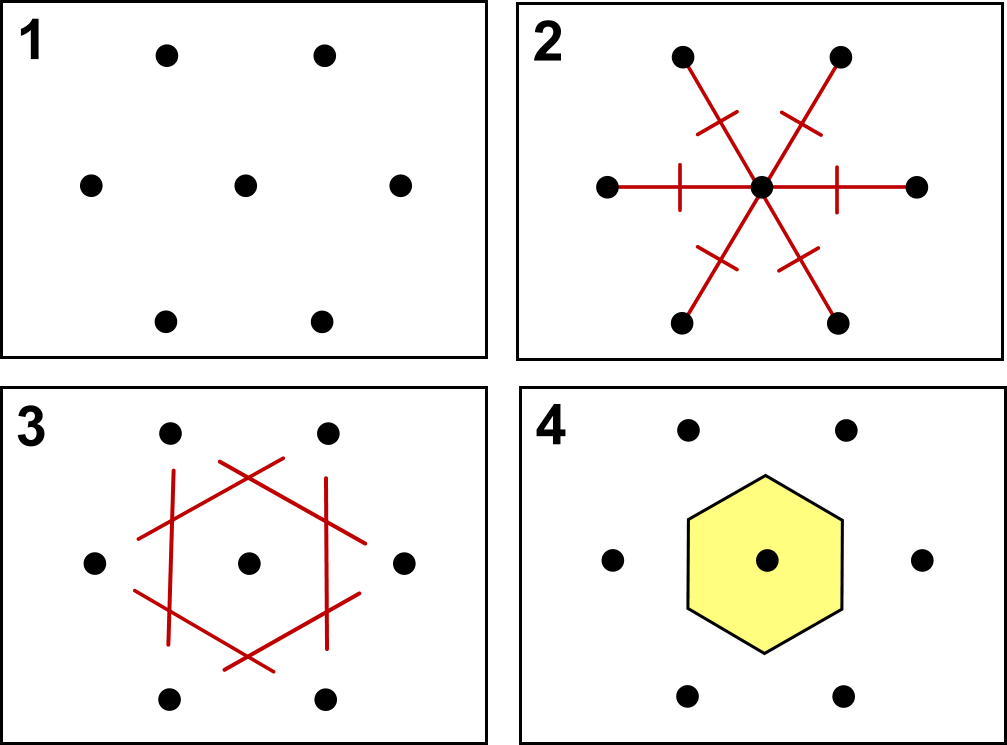
Constructiemethode van de Wigner-Seitz-cel.

De Wigner-Seitz-cel is een geometrische constructie die gebruikt wordt om kristallijne materialen te bestuderen in de vastestoffysica. Uniek aan een kristal is dat de atomen waaruit het is opgebouwd gerangschikt zijn in een regelmatige, driedimensionale structuur, die rooster genoemd wordt. Al de eigenschappen van kristallijne materialen worden bepaald door deze geordende structuur. Om zo'n periodiek systeem te beschrijven en te bestuderen, moet men de symmetrie op een wiskundige manier kunnen beschrijven. De Wigner-Seitz-cel is een veelgebruikte manier om dit te doen.

## Definitie
De Wigner-Seitz-cel rond een roosterpunt wordt gedefinieerd als de wiskundige plaats van punten in de ruimte die zich dichter bij het beschouwde roosterpunt bevinden dan bij elk ander punt van het rooster.
Men kan wiskundig aantonen dat de Wigner-Seitz-cel een eenheidscel is waarmee men het volledige rooster kan vullen zonder gaten of spleten.

## Constructie van de cel
Eerst en vooral wordt een roosterpunt gekozen. Dan trekt men lijnen naar de dichtstbijzijnde roosterpunten (dichtste naburen). Op het middelpunt van elke lijn construeert men een andere lijn, loodrecht op de oorspronkelijke lijn.
In het geval van een driedimensionaal rooster trekt men door het middelpunt van elke lijn een vlak, dat loodrecht staat op de lijn. Bij het toepassen van deze methode wordt de kleinst mogelijke oppervlakte (of volume) ingesloten. Deze oppervlakte of dit volume noemt men dan de Wigner-Seitz-eenheidscel. De volledige oppervlakte (of volume) van het rooster zal gevuld worden door dit type primitieve cel.

## Wiskundig concept
Het algemene wiskundige concept van de Wigner-Seitz-cel wordt ook de Voronoi-diagram genoemd. Hoewel de Wigner-Seitz-cel niet van erg groot belang is in de directe ruimte, is ze extreem belangrijk in de reciproke ruimte. De Wigner-Seitz-cel in de reciproke ruimte wordt de Brillouinzone genoemd, die informatie levert over de aard van het materiaal (geleider, halfgeleider of isolator).